# Якубович, Лукьян Андреевич
Лукьян Андреевич Якубович (1805—1839) — русский поэт.

## Биография
Лукьян Якубович родился в помещичьей семье в Калужской губернии. Отец его был председателем гражданской палаты в Туле. Учился в Московском университетском благородном пансионе, недолго служил и, отдавшись всецело литературной деятельности, очень бедствовал. Нужда настолько подорвала его здоровье, что и после получения незадолго до смерти большого наследства, он не мог поправиться. У Якубовича не было сколько-нибудь заметного дарования, но добрый, хотя и чудаковатый нрав, сблизил его со многими писателями и его охотно печатали во всех альманахах и журналах, в частности, в «Галатее», «Литературной газете», «Московском наблюдателе» и других.
Его очень любил Пушкин и помещал его стихи в своем «Современнике». В 1837 году напечатал отдельным изданием «Стихотворения» (Санкт-Петербург).